# Scrophularia diplodonta
Scrophularia diplodonta är en flenörtsväxtart som beskrevs av Adrien René Franchet. Scrophularia diplodonta ingår i släktet flenörter, och familjen flenörtsväxter. Inga underarter finns listade i Catalogue of Life.